# 난창 대학
난창 대학(南昌大學)은 중화인민공화국의 국립 대학교이다.

## 연혁
중화민국 국민정부 대륙 본토 초기 시대였던 1921년 3월 2일에 난창 대학당(南昌大學堂)으로 첫 개교되었으며 이후 중화인민공화국 정권 초기 시대이자 학교 개교 35주년 시절이던 1956년 3월 2일에 난창 대학(南昌大學)으로 교명 재개칭되어 이후 이 교명이 현재에 이르고 있다.

## 같이 보기
- 211 프로젝트